# فرماندهی نیروی مشترک متفقین برونسوم
فرماندهی نیروی مشترک متفقین برونسوم (انگلیسی: Allied Joint Force Command Brunssum) یک فرماندهی نظامی در ناتو است که ستاد مرکزی آن در شهر برونسوم، هلند قرار دارد.
پیشینه شکل‌گیری این فرماندهی به اوت ۱۹۵۳ بازمی‌گردد که ستاد مرکزی نیروهای متفقین در اروپای مرکزی در منطقه فونتن‌بلو، حومه پاریس، فرانسه تأسیس شد. فرم کنونی فرماندهی نیروی مشترک متفقین برونسوم در سال ۲۰۰۴ به عنوان بخشی از سازماندهی مجدد که تعداد ستادهای ساختار فرماندهی نظامی ناتو را کاهش داد، شکل گرفت.